# Leioscyta rufidorsa
Leioscyta rufidorsa är en insektsart som beskrevs av Goding. Leioscyta rufidorsa ingår i släktet Leioscyta och familjen hornstritar. Inga underarter finns listade i Catalogue of Life.